# Markov (kráter)

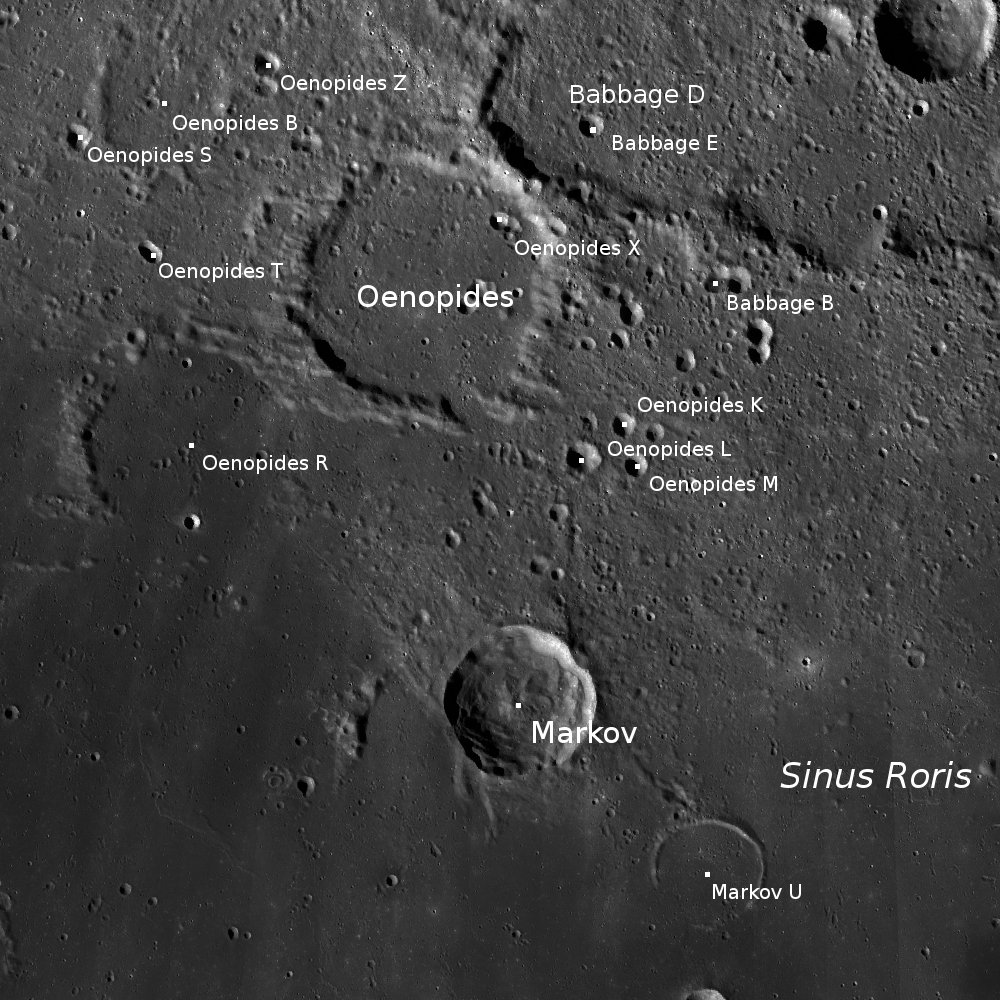
Poloha kráteru Markov.

Markov je impaktní kráter nacházející se v librační oblasti u severozápadního okraje Měsíce na přivrácené straně. Ze Země je tudíž pozorovatelný zkresleně. Má průměr 40 km, leží u severního okraje Oceánu bouří (Oceanus Procellarum) a v západní části oblasti zvané Záliv rosy (Sinus Roris). Severně leží kráter Oenopides.

## Název
Pojmenován byl na počest ruského matematika Andreje Andrejeviče Markova a také Alexandra Vladimiroviče Markova, ruského astrofyzika.

## Satelitní krátery
V okolí kráteru se nachází několik dalších kráterů. Ty byly označeny podle zavedených zvyklostí jménem hlavního kráteru a velkým písmenem abecedy.
| Markov | Sel. šířka | Sel. délka | Průměr |
| ------ | ---------- | ---------- | ------ |
| E      | 50.6° S    | 60.1° Z    | 13 km  |
| F      | 50.0° S    | 61.8° Z    | 8 km   |
| G      | 50.0° S    | 56.2° Z    | 5 km   |
| U      | 51.9° S    | 60.2° Z    | 29 km  |